# 日御碕

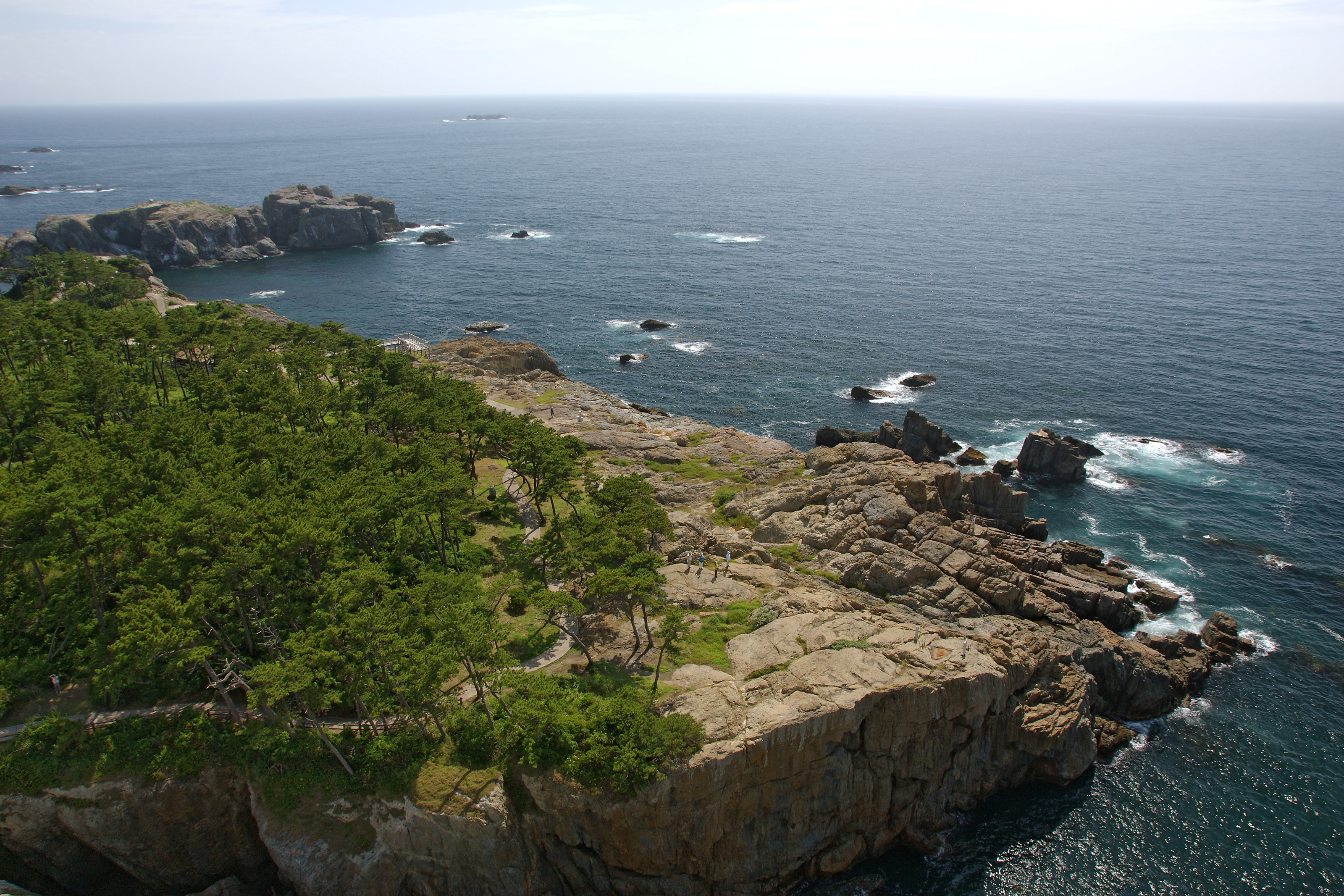
日御碕

日御碕（日语：／ Hinomisaki */?）是位於日本島根縣出雲市大社町日御碕島根半島西端的一座伸入日本海的海岬，是大山隱岐國立公園的一部分。海岬上有一燈塔，在1903年首次投入使用，高43.65米，是日本最高的石製燈塔。日御碕還有日御碕神社等景點。

## 外部連結
- 日御碕・hinomisaki[永久]